# John Hyden
John William Hyden (* 7. Oktober 1972 in Pensacola) ist ein US-amerikanischer Volleyball- und Beachvolleyballspieler.

## Karriere Hallenvolleyball
Hyden studierte an der San Diego State University und spielte in der Universitätsmannschaft Volleyball. 1995 debütierte er in der US-amerikanischen Nationalmannschaft. Ein Jahr später nahm der Außenangreifer an den Olympischen Spielen in Atlanta teil; die Mannschaft des Gastgebers schied jedoch als Gruppenfünfter bereits nach der Vorrunde aus. Vier Jahre später gehörte Hyden erneut zum olympischen Volleyballteam der USA, das beim Turnier in Sydney ohne Sieg erneut nach der Vorrunde ausschied. Er spielte außerdem für Vereine in Italien, Brasilien und Saudi-Arabien.

## Karriere Beachvolleyball
2001 begann Hyden seine Karriere im Beachvolleyball und spielte erstmals auf der AVP-Tour. Dort trat er in den folgenden Jahren mit vielen ehemaligen Mitspielern aus den Olympiamannschaften an. 2002 nahm er mit Christian McCaw in Berlin erstmals an einem Open-Turnier der FIVB World Tour teil. Hyden/McCaw absolvierten in diesem Jahr fünf weitere Open-Turniere und erzielten dabei als bestes Ergebnis zwei 17. Plätze in Montreal und Espinho. Außerdem traten sie bei den Grand Slams in Marseille und Klagenfurt an. In den folgenden Jahren spielte Hyden ausschließlich bei den nationalen amerikanischen Turnieren. 2009 bildete er ein Duo mit Sean Scott. 2011 spielten Hyden/Scott zwei Open-Turniere in Shanghai und Québec. 2013 trat Hyden mit Nicholas Lucena an. Das neue Duo absolvierte seine ersten gemeinsamen Grand Slams in Den Haag und Rom. Bei der WM 2013 in Stare Jabłonki schieden Hyden/Lucena trotz eines Sieges über die Kanadier Saxton/Schalk nach der Vorrunde aus. Seit Ende 2013 spielt Hyden an der Seite von Tri Bourne, mit dem ihm 2014 mit dem Sieg beim Grand Slam Berlin der erste Sieg auf der World Tour gelang. Bis Ende 2016 hatten Hyden/Bourne zahlreiche Top-Ten-Ergebnisse auf der World Tour. Beim Saisonfinale in Toronto erreichten sie Platz drei. Danach musste Bourne wegen einer chronischen Muskelentzündung ( Dermatomyositis) seine Karriere unterbrechen. Hyden spielte 2017 zusammen mit Ryan Doherty und 2018 mit Theodore Brunner.

## Familie
Hyden ist seit Juni 2001 mit der Schauspielerin Robyn Hyden verheiratet. Die beiden haben einen Sohn und eine Tochter, die mit 17 Jahren verstarb.